# Liste des familles nobles du Rouergue
La liste des familles nobles du Rouergue essaie de recenser les familles nobles de la province de Rouergue à diverses époques, ainsi que celles qui sont originaires d'une autre province mais qui ont été possessionnées dans le Rouergue. Elle comprend des lignages qui ont cessé d'exister, ou d'être nobles longtemps avant la fin de l'Ancien Régime. Elle comprend également des familles convoquées aux assemblées de la noblesse de 1789 en raison de leurs fiefs mais sans être pour autant nobles.

## Recensements
Les premières listes de la noblesse du Rouergue sont celles des convocations aux bans et arrière-bans, en particulier les « montres » (les revues) de gens de guerre mobilisées, comme celle faite à Saint-Affrique en 1387 pour  Bernard d'Armagnac, comme  comte de Rodez et aussi de Carlat. Cette liste comporte 248 noms (dont un bon tiers d'Auvergnats), avec des noms représentés plusieurs fois, et des familles absentes, probablement faute de représentant en âge de porter les armes.
Nicolas Fromenteau écrivait qu'en 1581 le Rouergue comprenait 260 fiefs dont 170 dans le diocèse de Rodez, et 70 dans celui de Vabres. Certains grands fiefs ont été réunis à la couronne, en particulier les vicomtés de Millau, de Carlat, de Saint-Antonin et de Creyssel, mais pas leurs dépendances.
Olivier Patru écrivait qu'en 1645 il y avait 500 ou 600 gentilshommes dans le Rouergue.
Le baron de Gaujal a écrit que lors de la grande enquête sur la noblesse qui a été réalisée entre 1697 et 1716 il a été rendu par l'intendant de la Généralité de Montauban 172 jugements de maintenue, concernant 153 patronymes ; il ajoute que de nombreuses familles nobles, certaines ayant des positions élevées, ne furent pas comprises dans ces jugements.
Le dernier recensement est la convocation à l'assemblée de la Noblesse du Rouergue en 1789. Dans son ouvrage 1789 en Rouergue Eugène de Barrau écrit que pour la sénéchaussée de Rodez et le bailliage de Millau, pour 138 convocations, il y eut 104 votants et 39 n'ayant pas répondu à la convocation de l'Ordre. Il ajoute que les 104 votants représentent 75 familles et que vers 1870, 43 sont déjà éteintes. Comme dans les autres provinces, on trouve des familles non nobles convoquées en raison de leurs fiefs. 
Une liste d'environ 208 familles appartenant à la Noblesse du Rouergue au moment de l'Assemblée de 1789 a été reconstituée et publiée en 1989 par Régis Valette dans la 4e édition de son Catalogue de la noblesse, mais comme les listes précédentes, elle omet certaines familles du Rouergue séjournant dans une autre province (comme celle de Lavalette-Parisot en Quercy), et comporte des familles d'autres provinces figurant en Rouergue (comme les familles de Turennes d'Aynac et de Noailles qui sont du Limousin). Il mentionne en outre que 20 familles du Rouergue ont été anoblies au XIXe siècle (9 sous l'Empire et 12 sous la Restauration).
- Haut – A
- B
- C
- D
- E
- F
- G
- H
- I
- J
- K
- L
- M
- N
- O
- P
- Q
- R
- S
- T
- U
- V
- W
- X
- Y
- Z

## A
- d'Adhémar de Panat[6]
- d'Albignac[7],[8]
- d'Albois[6]
- d'Albis de Gissac
- d'Alichoux[6]
- d'Andoque de Seriége
- d'Ardenne de Tizac
- d'Armagnac de Castanet
- d'Arnal
- d'Arpajon
- d'Arzac du Cayla
- d'Auderic
- d'Aurelle de Paladines
- d'Auriac de Gualy

## B
- de Bancalis de Pruynes
- de Balsac de Firmy et - de Vialatelle[6],[7]
- de Balzac d'Entraygues
- de Bar de Roumégoux
- de Barrau[6]
- de Barrau de Muratel[9]
- de Belmont de Roussy[7]
- de Belmont de Malcore (olim de Gaches ou de Jacques)[10] (Carladez)
- de Belleval-Lésignan[6]
- de Bénavent[11]
- de Bérail de Mazerolles
- de Bérenger de Montmouton
- Bernard de Saint-Affrique[12]
- de Bertrand, seigneur de Gironde.
- de Bessuéjouls
- Blanc de Guizard[13]
- de La Boissonade d'Orty
- de Bonal (de Castelnau)[14]
- de Bonald[6],[15]
- de Bonnafous
- de Bonne[6]
- de Bonnefond[6]
- du Bosc[6]
- de Boscary (de Ramme ? de Villeplaine)
- de Bourzeys ou Bourzès
- Bouyer de Castanet de Tauriac[7]
- de Buisson de Bournazel[6],[7]
- de Bourzès[6]
- de Buscaylet[16],[17]
- de Brassier de Saint Simon-Vallade

## C
- de Cabrière (Cabrières)
- de Cadilhac (Carladez)
- de Cajarc[14]
- de Calbiac
- de Calmont d'Olt (fondue au XIVe siècle dans la maison de Castelnau-Calmont et de Calmont-Plantcage)[11]
- de Calvet-Rogniat
- Cambefort (del Bruel)[18]
- de Cambiaire d'Esplas
- de Campmas (de Saint-Rémy)[19]
- de Capdenac
- Carcenac de Bourran
- de Cardaillac[20]
- de Carlat (vicomtes)
- de Cassagnes de Beaufort[21] (Carladez)
- de Castanet : voir d'Armagnac de Castanet
- de Cat
- de Cat de Cocural
- de Caylus
- de Cayrodes de Pomayrols.
- de Chapt de Rastinhac (Carladez)
- de Chaumeil (de Vilherols) (éteinte)[22]
- de Chaunac-Lanzac et de Chaunac de Montlauzis (Carladez)[14]
- de Clausel de Coussergues[7] (non consensuel)
- de Cocural
- de Colomb de Bleyssol
- de Colonges[23] (éteinte au XXe siècle)[24] (Dérogeance non relevée selon Gustave Chaix d'Est-Ange)
- de Combret
- de Conquans (Carladez)[14]
- de Corn d'Ampare[14]
- de Corneillan[6],[14]
- de Cornély de Camboulit[14]
- de Coudols[6]
- de Crespon, de Crespon-La-Rafinie[6]
- de Crestou
- du Cros de Bérail[25]
- de Curières de Castelnau [6]
- de Curlande[6]

## D
- de Daudé-La-Valette[6]
- Delpuech ou Dupuy de Canhac (Albigeois)[26], - de Rebourguil[27]
- Deroux de la Loubière
- Dintilhac[28]
- Dufau de La Roque-Toirac[7]
- Dupont de Ligonnès de Pomayrols
- Dupuy-Montbrun[6], olim Delpuech ou Dupuy[7]
- Durand de Bonne, marquis de Sénégas[7]
- de Durand

## E
- d'Escaffre (Carladez)
- d'Estaing (HC, 1750)

## F
- de Fajolle-Saint-Geniez[6]
- de Faramond [6],[29]
- de Faventines[6]
- de Flavin[6] (éteinte au XIXe siècle)
- de Fleyrès de Bosoul
- de Fleyrès (de Boussages, d'Avène)[30]
- de Fleures (de Siran)[31]
- de Felzins (de Gironde)[32]
- de Flory-Laval[6]
- de Foissac de la Tour
- de Foucras (de Serein)[33]
- de Fraust[34]
- Frayssinous[12]
- de Frézal de Beaufort de Vabres[35]
- de Frézals (de la Roumigiière)[32]

## G
- de Gaches de Venzac et de Belmont (éteinte au XXe siècle)[7] (Carladez)
- de Gacq
- de Gardies[6]
- de Garrigues de la Garcie[14]
- de Gaston de Pollier et - de Landorre[6],[36],[37]
- de Gaujal[7]
- de Gautier de Savignac
- de Genebrières
- de Génibrouse
- de Ginestet-Montrozal[6]
- de Girels[6]
- de Glandières de Balsac et - de Brussac[7]
- de Glavenas (de Burgatel)[38]
- de Goudal de La Goudalie[6]
- de Gozon[39]
- de Greil de La Volpilhère[7] (Carladez)
- de Grailhe
- Grailhe de Montalma
- de Grandsaignes[6],[40]
- de Gréalou (du Puech)[41]
- de Grégoire de Gardies[42]
- de Grenier de Lassagne
- de la Grézie
- de Grimal[6],[43]
- Gros de Perrodil[44]
- de Gualy (de Saint-Rome et de Saint-Christophe)[6],[7]
- Guibert
- de Guibert
- de Guirard de Montarnal[45] (Carladez)
- de Guizard[6]

## H
- d'Hauterives[6]
- Hébrard (de Saint-Félix)[46]
- Higonet[12]
- d'Hérail[11]
- d'Humières (Carladès)

## I
- d'Imbert del Bosc
- d'Isard de Méjanès
- d'Isarn
- d'Isle

## J
- de Joly (de La Baume)[47]
- Joulia de La Salle[48]
- de Julien (de Vaxergues)[49]
- de Jouvence (de Cambron)[50]

## L
- de Lagardelle (d'Ariès, de la Bastide-Marsa, de La Poujade[51]
- de Laloubière[6]
- de Landorre[11]
- de Lapanouse de Colombié[6],[52], de La Panouse[14] (HC, 1787)
- de Laparra [11]
- de Laparra de Salgues[11]
- Laparra de Fieux[53] (Carladès)
- de La Romiguière de Pomayrols
- de La Rocque-Séverac (Viadène)
- de La Roque-Bouillac (HC, 1784 ou 1787) (éteinte au XIXe siècle)
- de Lautrec[7] et -  de Saint-Antonin
- de Lavaissière (de Cantoinet)[51]
- de La Valette-Parisot[51]
- de Lavalette-Cornusson[54]
- de Lapanouse du Colombier[55]
- de Layrolle[6]
- de Lenormand-Bussy[6]
- de Lentilhac
- de Lescure[7]
- de Lévézou de Vézins[6],[56]
- de Loubens de Verdalle[57]
- de Loupiac (olim d'Agens)[58]
- de Lymayrac[6]

## M
- Maffre[7]
- de Malian[59]
- de Malrieu
- de Marcenac
- de Marcillac (ou Crugy de Marcillac)
- de Marsa (de Saint-Michel et de Lestang)[60]
- de Martrin de Donos
- de Masson de Saint-Felix
- de Mathieu de la Redorte
- de Mazars (de Cazelle)[61]
- de Mazars (de Ribaute)[61]
- de Mazars de Mazarin[61]
- de Mazars de Camares
- de Mazars de Lagarde
- de Mazeran
- de Méjanès[6],[62] (éteinte au XXe siècle)
- de Micheau de Cabanes (éteinte au XXe siècle)
- de Milhau
- vicomtes de Millau
- de Moly de Billorgues[6]
- de Monseignat (noblesse non consensuelle)
- de Montamat (Carladez)
- de Montcalm de Gozon[6],[11]
- de Montheils (de Sinalhac, de Marcilhac, de Ladinhac)[63] (Carladez)
- de Montéty
- de Montjaux
- de Montlauzeur[7]
- de Montmejan
- de Montmoton[6]
- de Montvalat[6],[7] (Carladez)
- de Moret de Montarnal[11] (Carladez)
- de Morlhon-Sanvensa, d'Auteyrac, Boussac
- de Morlhon de Laumière[64]
- de Mostuéjouls[65]
- de Murat de Lestang  de Pomayrols

## N
- de Neyrac de Najac[7]
- de Nattes
- de Nattes de La Calmontie (de Villecomtal)[66]
- de Nogaret[7]
- de Nozières

## 0
- d'Olmières
- d'Orr
- d'Orty
- d'Ortiguier (seigneurs du Soulié près de Lincou Réquista)

## P
- Pagès de Vixouze et - des Huttes (Carladès)
- de Panat[11]
- de Pascal de Rochegude
- de Pardaillan[7]
- de Parlan-Puel[6]
- de Patris[6],[7]
- de Pechdo (de La Barthe)[67], seigneurs d'Ols
- Pechoultre de Lamartinie
- de Pegueyrolles[6]
- de Pélamourgues (Carladès)
- de la Peyrière
- de Peyronnenc de Saint-Chamarand[7]
- de Peyrot-Vailhauzy[6]
- de Peyrusse[7] et - de La Caze
- de Polier & de Pollier[11]
- de Pollier de Vauvineux (voir de Gaston)[68]
- de Pomayrols (éteinte au XXe siècle)[7]
- du Pouget de Nadaillac[14] (Carladez)
- de Pouzols (de Campouriès, de La Garrigues)[69]
- de Pradines (du Bosc, de Limayrac)[70],[6]
- de Prévinquières-Varès[6],[7]
- de Prévinquières-Montjaux
- de Pruines del Puech[71], de Pruines[6]
- de Puel de Parlan[7]
- de Puel de Peyrelade (de Besset)[72]

## Q
- de Queyssac : voir Corn

## R
- de Raffin de la Raffinie[73]
- de Raymond-Montjaux[6]
- de Raynal (de Ginal)[74]
- de Raynaldy (de Rulhe, de Nougayrole)[75]
- de Rességuier[6],[76]
- Ricard de La Caze[12] (Restauration)
- du Rieu
- de Riondet de Falieuse
- Robert de Naussac[77]
- de Rocozel
- de Rodat[8],[78] (famille non noble convoquée en raison de ses fiefs à l'assemblée de 1789)
- comtes de Rodez
- de Rodez-Bénavent
- de Rogier, Rogiers
- de Roquefeuil Anduze[6]
- de Roquefeuil Blanquefort
- de Roquemaurel
- Roquet d'Estresse
- de Roquetaillade[6]
- de Rosset de Rocsozel et - de Fleury
- de Rouget
- de Rudelle[6]

## S
- de Sabatier[79]
- de Salgues[6]
- de Saltet[80]
- de Sambucy[6],[7]
- de Saunhac[6],[81]
- de Ségala[82]
- de Segons de La Brousse[83]
- de Séguret[6]
- de Séguy[84]
- de Selves[85]
- du Serieys[6]
- de Sévérac d'Arpajon
- de Sévérac (de Montcausson)[86]
- de Solages
- de Soubiran (de Calvayrac)[87]

## T
- de Tauriac (de Lavencas, de Bussac)[6],[88]
- de Thillet (d'Orgueil)[89]
- de la Tour de Saint Igest
- de Tournier
- Treille
- de Trédoulat de Selves (du Bac)[90]
- de Turenne d'Aynac (d'Aubepeyre)[91]

## U
- d'Urre (de Mézérac)[92]

## V
- de Vaissière de Cantoinet (voir La Vaissière)
- de Valaquier
- de Valette
- de Valette Du Cuzoul
- de Valette Cornusson
- de Valette Mondalaza
- de la Valette-Parisot[14]
- de Valette-Saint-Laurent[6]
- de Valette Toulonzac
- de Védelly[8],[93] (famille absente des nobiliaires)
- de Verdier de Mandilhac (Carladez)
- de Vergnette d'Alban
- de Vergnette de la Motte
- de Vernhes
- de Vesins
- de Vessac[6]
- de Vialar-Espinous[6]
- de Vignes[6]
- de Vigouroux d'Arvieu[6],[7]
- de Viguier-Grun[6]
- de Villaret
- de Villelongue-Cassagnettes[6]
- de Vivens[6]

## W
- de Waroquier

## Y
- d'Yzarn de Freissinet de Valady[7] (HC, 1785)
- d'Yzarn-Villefort[6]